# Ibrahim Dicko
Ibrahim Abou Dicko (* 6. August 1998 in Tankessé) ist ein ivorischer Fußballspieler.

## Karriere
Ibrahim Dicko spielte bis 2015 bei der ASPIRE Football Dreams Academy im Senegal. Wo er vorher gespielt hat, ist unbekannt. 2016 ging er nach Asien. Hier unterschrieb er in Thailand einen Vertrag bei Muangthong United. Der Verein aus Pak Kret, einem nördlichen Vorort der Hauptstadt Bangkok, spielte in der höchsten Liga des Landes, der Thai Premier League. Nach einer Saison, in der er nur im Nachwuchs zum Einsatz kam, wechselte er weiter zum Pattani FC. Mit dem Verein aus Pattani spielte er in der vierten Liga, der Thai League 4, in der Southern Region. 2018 unterschrieb er einen Vertrag beim Drittligisten Nara United FC in Narathiwat. Mit Nara wurde er Vizemeister der Thai League 3 (Lower Region). Der ebenfalls in der dritten Liga spielende Bangkok FC aus Bangkok nahm ihn 2019 unter Vertrag. Hier absolvierte er 25 Spiele und schoss dabei 15 Tore. Ligakonkurrent BTU United FC, ebenfalls in Bangkok beheimatet, verpflichtete ihn Anfang 2020. Nach der Saison zog es ihn nach Bangladesch, wo er einen Vertrag beim Erstligisten Muktijoddha Sangsad KC in Dhaka unterschrieb. Im Frühjahr 2022 wechselte Dicko nach fünfmonatiger Vereinslosigkeit zum National Defense Ministry FC in die Cambodian Premier League. Dort war der 34-jährige bis zum folgenden Sommer aktiv und ging dann für ein halbes Jahr weiter zum Ligarivalen ISI Dangkor Senchey FC. Anschließend spielte Dicko erst in der Oman Professional League für den Al-Shabab SC und seit November 2023 steht er beim Hutteen SC in Syrien unter Vertrag. 

## Erfolge
Nara United
- Thai League 3 – Upper 2018 (Vizemeister)